# Lukas (historieta)
Lukas es una historieta italiana de terror y fantástica (género urban fantasy) de la casa Sergio Bonelli Editore, creada por el guionista Michele Medda y el dibujante Michele Benevento.
Consta de 24 números mensuales, divididos en dos series de 12 (Lukas y Lukas Reborn), editados desde marzo de 2014 a febrero de 2016.

## Argumento y personajes
Deathropolis es una ciudad secretamente controlada por personas fallecidas que, por alguna misteriosa razón, volvieron a la vida. Los retornados poseen una fuerza sobrehumana y se alimentan de carne humana. Lukas es uno de ellos, sin embargo es diferente: logra controlar su hambre, tiene un fuerte sentido de la justicia y siente empatía por los vivos. De su vieja vida sólo tiene fragmentos confusos en su memoria. Se enamora de una mujer normal, Bianca Roberti, separada con dos hijos adolescentes, Jessica y Brian, y sueña con abandonar la ciudad y empezar una nueva vida con ella. Para defender a sus afectos, Lukas tendrá que enfrentarse a sus semejantes y, en particular, a su líder Wilda Belsen, además de otras criaturas monstruosas.